# Государственное регулирование внешнеэкономической деятельности в Республике Беларусь
В современных условиях государство активно регулирует внешнеэкономические связи в национальных интересах. Рыночной системе хозяйства в принципе больше соответствуют экономические инструменты регулирования внешнеэкономических связей, прежде всего таможенные пошлины, налоги и т. д.
В условиях рыночной экономики внешнеэкономическая деятельность, имеющая предпринимательский характер, в целом подчиняется общедозволительному (а не разрешительному) правовому режиму. Участники такой деятельности подчиняются только определённым в нормах права правилам рынка. Следовательно, воздействие на внешнеэкономическую деятельность происходит в двух уровнях: саморегуляция посредством спроса и предложения и регламентированное правом государственное регулирование ВЭД как системы общественных отношений, возникающих в этой сфере.

## Понятие государственного регулирования
ФЗ № 164 , выделяет следующие методы государственного регулирования внешнеэкономической деятельности:
1. таможенно-тарифное регулирование;
2. нетарифное регулирование;
3. запреты и ограничения внешней торговли услугами и интеллектуальной собственностью;
4. меры экономического и административного характера, способствующие развитию внешнеторговой деятельности.[3]

С помощью пошлин государство стремится рационализировать структуру импорта. Изменения таможенного тарифа, которые проводятся довольно часто, вызывают неоднозначную реакцию общественности. В этой сфере сталкиваются интересы различных социальных групп. Видимо, главное здесь, чтобы государство своими внешнеторговыми ограничениями не создавало во внутренней экономике зоны монопольного господства местных производителей и в то же время не допускало разорения важных с народнохозяйственно точки зрения отраслей из-за импорта иностранной продукции. Найти оптимальное соотношение мер регулирования для решения этих задач, защитить стратегические интересы страны — одна из важных целей внешнеэкономической политики государства.
Правовыми формами государственного регулирования являются нормативные правовые акты и индивидуальные правовые акты в сфере регулирования внешнеэкономических отношений. Основным видом ВЭД и, соответственно, предметом правового регулирования является внешнеторговая деятельность.
Правовая основа системы государственного регулирования именно этой деятельности получила самостоятельное закрепление на законодательном уровне.
Существующий ныне у большинства государств обширный арсенал инструментов внешнеэкономической политики позволяет им активнее влиять как на формирование структуры и направления развития собственных внешнеэкономических связей, так и на внешнеторговую политику других государств. Главной задачей внешнеэкономической политики является создание благоприятных внешнеторговых условий для развития промышленного производства внутри страны.
В соответствии с Законом о внешнеторговой деятельности, государственное регулирование ВЭД в Республике Беларусь строится на принципах:
1. реализации внешнеторговой политики как составной части единой внешней политики Республики Беларусь;
2. обеспечения национальной безопасности Республики Беларусь, в том числе в экономической сфере;
3. единства таможенной территории Республики Беларусь;
4. приоритета экономических мер государственного регулирования внешнеторговой деятельности;
5. невмешательства в частные дела при осуществлении внешнеторговой деятельности, за исключением случаев, когда такое вмешательство осуществляется на основании правовых норм в интересах национальной безопасности, общественного порядка, охраны здоровья населения, защиты нравственности, прав и свобод других лиц;
6. обеспечения выполнения обязательств, принятых Республикой Беларусь по международным договорам, и реализации прав, возникающих из международных договоров Республики Беларусь;
7. применения в отношении другого государства (группы государств) мер государственного регулирования внешнеторговой деятельности с учётом взаимности;
8. выбора мер государственного регулирования внешнеторговой деятельности, являющихся не более обременительными для её участников, чем это необходимо для обеспечения эффективного достижения целей, преследуемых данными мерами;
9. обоснованности и объективности применения мер государственного регулирования внешнеторговой деятельности;
10. гарантирования права на судебную защиту прав, свобод и законных интересов участников внешнеторговой деятельности;
11. гласности в применении мер государственного регулирования внешнеторговой деятельности.[4]

Государственное регулирование ВЭД осуществляется с помощью широкого круга мер, число которых постоянно растет. Все разнообразие применяемых государством инструментов влияния на внешние экономические связи может быть определённым образом систематизировано.
Во-первых, все меры могут быть разделены в зависимости от направленности действия на экономические и административные методы, протекционистские и либерализационные. Протекционистские меры направлены на защиту внутреннего рынка от иностранной конкуренции.
Меры либерализации, в противоположность этому, направлены на снятие, снижение ограничений во внешней торговле, что приводит к росту конкуренции со стороны иностранных компаний. В современной мировой экономике и в политике любого государства постоянно присутствуют эти две противоречивые тенденции — протекционизм и либерализация.
Во-вторых, все меры, в зависимости от характера воздействия на экономические процессы, могут быть разделены на прямые и косвенные. К прямым могут быть отнесены меры прямого ограничения экспорта и/или импорта, в частности — установление квот, лицензий, эмбарго и др. К косвенным могут быть отнесены меры, которые воздействуют на экономические процессы через экономические интересы их участников. Например, политика установления таможенных пошлин, акцизов, сборов; система налогообложения, банковская процентная ставка, курс валют и др. В целом в процессе государственного регулирования внешнеэкономической сферы происходит постепенный отказ от применения административных мер и переход к экономическим мерам. В соответствии со статьёй 14 Федерального закона РФ, в целях регулирования операций по экспорту и импорту, в том числе для защиты внутреннего рынка Российской Федерации, и стимулирования прогрессивных структурных изменений в экономике, в соответствии с федеральными законами и международными договорами устанавливаются импортные и экспортные пошлины.

## Тарифное регулирование
В соответствии с Законом о внешнеторговой деятельности, таможенно-тарифное регулирование относится к методам государственного регулирования внешнеторговой деятельности.
В соответствии со ст. 2 Закона, таможенно-тарифное регулирование — метод государственного регулирования внешней торговли товарами, осуществляемый путём установления, введения, изменения и прекращения действия таможенных пошлин на товары, перемещаемые через таможенную границу Республики Беларусь.
В законе прямо установлено, что основным методом регулирования внешней торговли товарами, применяемым в целях защиты внутреннего рынка Республики Беларусь, является таможенно-тарифное регулирование.
Согласно международной практике внешнеторгового регулирования, таможенный тариф является основой государственного воздействия на сферу внешнеторговой деятельности. Функция тарифного регулирования — защита внутреннего рынка от неблагоприятного воздействия конкуренции со стороны иностранных товаров.
На мировом рынке участвует огромное количество субъектов хозяйствования — поставщиков аналогичных товаров. Многие товары по техническим, ценовым параметрам превосходят отечественные. Для нивелировки внутренних и мировых цен на аналогичную продукцию применяются в том числе и тарифные меры, использующие весь спектр таможенных пошлин, с помощью которых регулируется импорт товаров на внутренний рынок.
Товарная номенклатура внешнеэкономической деятельности (ТН ВЭД) Республики Беларусь представляет собой определённым образом построенный перечень товаров с присвоенными им десятизначными цифровыми кодами.
Товарная номенклатура вводится в действие Советом Министров Республики Беларусь исходя из принятых в международной практике систем классификации товаров.
Важность тарифного регулирования внешнеторговой деятельности подчёркивает и факт закрепления данного инструмента регулирования в законодательстве многих государств. Так, в Федеральном законе Российской Федерации «О государственном регулировании внешнеторговой деятельности» в качестве важнейшего принципа государственного регулирования внешнеэкономической деятельности закреплён приоритет экономических мер, среди которых центральное место занимает Таможенный тариф.
На Украине также существует правовой акт о едином таможенном тарифе, закрепляющий основные положения о данном инструменте регулирования внешнеторговой деятельности.
В соответствии с Законом о таможенном тарифе, основными целями Таможенного тарифа являются:
1. рационализация товарной структуры ввоза товаров в Республику Беларусь;
2. поддержание рационального соотношения вывоза и ввоза товаров, валютных доходов и расходов на территории Республики Беларусь;
3. создание условий для прогрессивных изменений в структуре производства и потребления товаров в Республике Беларусь;
4. защита экономики Республики Беларусь от неблагоприятного воздействия иностранной конкуренции;
5. обеспечение условий для эффективной интеграции Республики Беларусь в мировую экономику.[8]

Под тарифным регулированием внешнеэкономической деятельности следует понимать совокупность экономических (тарифных) мер государственного регулирования внешнеэкономической деятельности, которые так или иначе призваны способствовать защите национальных производителей на внутреннем рынке, регулировать структуру экспорта и импорта товаров, а также обеспечивать источник пополнения доходной части государственного бюджета.
Под Таможенным тарифом понимается свод ставок таможенных пошлин, применяемых к товарам, перемещаемым через таможенную границу Республики Беларусь, систематизированный в соответствии с Товарной номенклатурой внешнеэкономической деятельности Республики Беларусь.
До 1 января 2008 года в Республике Беларусь действовала товарная номенклатура внешнеэкономической деятельности была утверждена Постановлением Совета Министров Республики Беларусь 17 июня 2002 г. № 791 «О товарной номенклатуре, применяемой при осуществлении внешнеэкономической деятельности», включала в себя 21 раздел и 91 группу товаров. Постановлением о ТНВЭД, вступившим в силу с 1 января 2008 года, утверждена новая ТНВЭД. Данная номенклатура основана на Гармонизированной системе описания и кодирования товаров, Товарной номенклатуре внешнеэкономической деятельности Содружества Независимых Государств и общей Товарной номенклатуре внешнеэкономической деятельности Евразийского экономического сообщества.
Номенклатура Гармонизированной системы описания и кодирования товаров (далее — номенклатура ГС) на сегодняшний день в качестве классификатора товаров получила наибольшее распространение в мире.
В ст. 3 Конвенции по номенклатуре ГС предусмотрено, что страны, принявшие её, не будут изменять классификацию товаров и их код в пределах первых шести знаков. Таким образом, код товара на уровне шести знаков во всех странах, подписавших Конвенцию по номенклатуре ГС, будет одинаков.
В Республике Беларусь ТН ВЭД охватывает все виды движимого имущества. Для покрытия всех товаров используются оговорки типа «прочие». Длина кодового обозначения товара по ТН ВЭД Республики Беларусь составляет 10 цифровых знаков, первые шесть из которых — общемировые, а последние четыре отражают детализацию номенклатуры товаров в соответствии с конкретными условиями, существующими в стране.
Под таможенными платежами в Республике Беларусь понимаются налоги, сборы (пошлины), взимаемые в республиканский бюджет таможенными органами.
В Республике Беларусь ТН ВЭД — это структурированная номенклатура, то есть номенклатура, построенная по принципу распределения информации о товарах по определённым уровням:
1. раздел — 1-й уровень;
2. группа — 2-й уровень (это уже 2-значный код);
3. товарная позиция — 3-й уровень (4-значный код);
4. субпозиция — 4-й уровень (6-значный код);
5. подсубпозиция — 5-й уровень (10-значный код).

При формировании разделов ТН ВЭД используются следующие классификационные признаки: либо по происхождению материала, из которого изготовлен тот или иной товар, либо по его химическому составу. При формировании групп заложен принцип последовательности обработки товаров: от сырья, полуфабрикатов до готовых товаров; иными словами, группы с изделиями, имеющими большую степень обработки, имеют больший номер. При построении товарных позиций, субпозиций и подсубпозиций в каждой группе ТН ВЭД также применяется своя строго определённая последовательность.
В Законе о таможенном тарифе также отдельно закреплено понятие таможенной пошлины. В соответствии с Законом, таможенная пошлина — это обязательный платеж в республиканский бюджет, взимаемый таможенными органами Республики Беларусь в связи с перемещением товаров через таможенную границу Республики Беларусь.
В соответствии с Законом о таможенном тарифе, ставки таможенных пошлин являются едиными и не подлежат изменению в зависимости от физических и юридических лиц, перемещающих товары через таможенную границу Республики Беларусь, видов сделок и других факторов.
Ставки таможенных пошлин, за исключением утверждённых Президентом Республики Беларусь, устанавливаются (изменяются) Советом Министров Республики Беларусь в целях выполнения международных договоров Республики Беларусь, в иных случаях — Советом Министров Республики Беларусь по согласованию с Президентом Республики Беларусь.
Анализ данной нормы позволяет сделать вывод, что по общему правилу ставки таможенных пошлин утверждаются Правительством Республики Беларусь, однако Президент также имеет право устанавливать ставки таможенных пошлин.
Такая система установления ставок таможенных пошлин позволяет быстро реагировать на состояние национальной и мировой экономики и принимать своевременные решения по регулированию внешнеэкономической деятельности в Республике Беларусь. Так Указом Президента Республики Беларусь от 4 мая 2006 г. № 283 «Об установлении ставки таможенной пошлины на ввозимую на таможенную территорию Республики Беларусь минеральную вату» (далее — Указ № 283) в целях создания благоприятных условий для реализации белорусских товаров на рынке республики и защиты интересов отечественных товаропроизводителей установлена ставка ввозной таможенной пошлины на ввозимую на таможенную территорию Республики Беларусь минеральную вату в 60 процентов от её таможенной стоимости.
Указ № 283 действовал со дня опубликования в течение 9 месяцев. Обычная же ставка таможенной пошлины для данного товара была утверждена Постановлением Совета Министров Республики Беларусь 28 июня 2002 г. № 865 «Об утверждении ставок ввозных таможенных пошлин» (Далее — Постановление № 865) и составляет 15 процентов от таможенной стоимости. Очевидно, что Указ № 283 направлен на создание благоприятных условий для отечественного производителя и защиты рынка от импортного товара.
Также закон наделяет Президента Республики Беларусь исключительным правом устанавливать нулевые ставки таможенных пошлин, то есть полностью освобождать субъектов от уплаты таможенных платежей. Данная норма позволяет не только эффективно регулировать экономические отношения, но и активно влиять на социальную сферу. Так Указ Президента от 21 апреля 2004 г. № 203 «Об освобождает участников чемпионата мира ИИХФ-2004 по хоккею с шайбой среди юниоров (до 18 лет) в г. Минске от уплаты таможенных платежей при ввозе на таможенную территорию Республики Беларусь спортивного инвентаря и иных товаров, необходимых для проведения чемпионата» освобождает некоторых участников данного чемпионата от уплаты определённых таможенных платежей.
Для большинства товаров, ввозимых на территорию Республики Беларусь, ставки ввозных таможенных платежей до 1 января 2008 года были установлены в Постановлении № 865. Кроме ставок ввозных таможенных платежей данный нормативный акт утверждал особые режимы взимания данных платежей в отношении отдельных товаров.
Так, для ряда стран законодателем во исполнение международных договорённостей установлен режим свободной торговли. К ним относятся: Азербайджанская Республика, Грузия, Кыргызская Республика, Республика Армения, Республика Казахстан, Республика Молдова, Республика Таджикистан, Республика Узбекистан, Российская Федерация, Туркменистан, Украина.
Для данных стран режим свободной торговли установлен во исполнение Соглашения «О создании зоны свободной торговли», подписанного в Москве 15 апреля 1994 года, ратифицированного Законом Республики Беларусь от 9 ноября 1999 года «О ратификации соглашения о создании зоны свободной торговли».

## Нетарифное регулирование
Нетарифное регулирование — метод государственного регулирования внешней торговли товарами, осуществляемый путём введения, прекращения действия количественных ограничений и иных мер государственного регулирования внешнеторговой деятельности, отличных от мер таможенно-тарифного регулирования.
Нетарифное регулирование предусматривает как меры стимулирующего, так и меры защитного (ограничительного) характера.
На основании анализа национального законодательства Е. А. Реуцкая выделяет следующие меры нетарифного регулирования: установление количественных ограничений (квотирование и лицензирование экспорта и импорта отдельных товаров); регистрация контрактов на экспорт и импорт отдельных видов товаров; установление отдельных форм контроля (экспортного контроля, контроля качества ввозимых товаров); установление исключительного (монопольного) права на осуществление внешней торговли товарами; меры по защите экономических интересов в отношении импорта товаров; установление особого режима осуществления внешней торговли товарами.
В Республике Беларусь меры нетарифного регулирования внешней торговли товарами устанавливаются Президентом Республики Беларусь или по его поручению Правительством Республики Беларусь путём введения количественных и (или) иных ограничений внешней торговли товарами исходя из интересов экономической политики Республики Беларусь (меры экономической политики) или по основаниям неэкономического характера.
По общему правилу внешняя торговля товарами осуществляется без количественных ограничений. Однако, в соответствии с Законом «О государственном регулировании внешнеторговой деятельности», Президент Республики Беларусь или по его поручению Правительство Республики Беларусь могут устанавливать определённые количественные ограничения.
К ним относятся: временные ограничения или запреты экспорта товаров для предотвращения либо уменьшения критического недостатка на внутреннем рынке Республики Беларусь продовольственных или иных товаров, которые являются существенно важными для внутреннего рынка Республики Беларусь; ограничения импорта сельскохозяйственных товаров или водных биологических ресурсов, ввозимых в Республику Беларусь в любом виде.
Решения по применению количественных ограничений при внешней торговле товарами в настоящее время принимаются Советом Министров Республики Беларусь.
Во исполнение данного указа принято Постановление Совета Министров № 1267 от 27 сентября 2006 г. «О лицензировании внешней торговли отдельными видами товаров» (далее — Постановление о лицензировании внешней торговли).
Лицензирование внешней торговли — это выдача государственными органами Республики Беларусь лицензий на внешнюю торговлю отдельными видами товаров, дубликатов лицензий, внесение изменений и (или) дополнений в лицензии, продление или приостановление действия лицензий, их аннулирование.
Постановление о лицензировании внешней торговли устанавливает, что вывоз из Республики Беларусь товаров, указанных в перечне товаров, экспорт которых осуществляется по лицензиям, выдаваемым Министерством торговли, и перечне товаров, экспорт которых осуществляется по специальным лицензиям образца Европейского союза для торговли текстильными изделиями, выдаваемым Министерством торговли, утверждаемых настоящим постановлением, в таможенном режиме экспорта (за исключением экспорта товаров, указанных в перечне товаров, экспорт которых осуществляется по специальным лицензиям образца Европейского союза для торговли текстильными изделиями, выдаваемым Министерством торговли, произведенных резидентами Республики Беларусь из иностранного сырья, ввезенного на территорию Республики Беларусь для промышленной переработки, при условии наличия разрешительных документов иностранных государств на ввоз на их территорию продуктов переработки иностранного сырья) и ввоз в Республику Беларусь товаров, указанных в перечне товаров, импорт которых осуществляется по лицензиям, выдаваемым Министерством торговли, утверждаемом настоящим постановлением, в таможенном режиме выпуска для свободного обращения осуществляются при условии получения лицензии в Министерстве торговли.
Причём отнесение товара к определённой категории данных перечней производится на основании наименования товара и его кода по Товарной номенклатуре внешнеэкономической деятельности Республики Беларусь.
Меры нетарифного регулирования, предусмотренные данным постановлением, не применяются при экспорте — в отношении товаров, происходящих с территории иностранных государств, при импорте — в отношении товаров, происходящих с территории Республики Беларусь. Лицензирование экспорта в страны Таможенного союза, с которыми таможенное оформление отменено, товаров, происходящих из Республики Беларусь, не применяется, за исключением отдельных указанных в утверждаемом настоящим постановлением перечне товаров, экспорт которых осуществляется по лицензиям, выдаваемым Министерством торговли. Лицензирование импорта в Республику Беларусь товаров, происходящих из стран Таможенного союза, с которыми таможенное оформление отменено, не применяется, за исключением отдельных указанных в утверждаемом настоящим постановлением перечне товаров, импорт которых осуществляется по лицензиям, выдаваемым Министерством торговли.
Порядок выдачи лицензий регулируется Постановлением Министерства торговли Республики Беларусь и Государственного таможенного комитета Республики Беларусь от 18 мая 2002 г. № 25/29 «Об утверждении Положения о порядке выдачи лицензий на экспорт и импорт товаров Республике Беларусь и Положения о порядке регистрации внешнеторговых контрактов на экспорт товаров в Республике Беларусь».